# اچ‌ام‌اس اکو (اچ۸۷)
اچ‌ام‌اس اکو (اچ۸۷) (به انگلیسی: HMS Echo (H87)) یک کشتی است که طول آن ۹۰٫۶ متر (۲۹۷ فوت ۳ اینچ) می‌باشد. این کشتی در سال ۲۰۰۲ ساخته شد.